# Grammitis melanoloma
Grammitis melanoloma är en stensöteväxtart som först beskrevs av Eugène Jacob de Cordemoy, och fick sitt nu gällande namn av Tard. Grammitis melanoloma ingår i släktet Grammitis och familjen Polypodiaceae. Inga underarter finns listade.